# 内蒙古医科大学
内蒙古医科大学是位于中国内蒙古自治区呼和浩特市的一所高等医药院校。前身为内蒙古医学院，2012年更名至今。

## 简介
内蒙古医科大学始建于1956年，当时开始招收本科生，是新中国在少数民族地区最早建立的高等医学院校之一，隶属于国家卫生部，1958年划归内蒙古自治区管理。学校现有金山校区、新华校区、锡林校区三个教学园区，有26个本科专业，设有15个教学单位，分别是：基础医学院、药学院、中医学院、蒙医药学院、公共卫生学院、思想政治理论教研部、卫生管理学院(自治区卫生政策研究所)、外国语学院、计算机信息学院、护理学院（卫生技术学校）、体育教学部、研究生学院、继续教育学院、鄂尔多斯学院、口腔医学院。学校有3所直属附属医院，内蒙古医科大学附属医院，内蒙古医科大学第二附属医院，内蒙古自治区肿瘤医院，4所非直属附属医院，7所临床医学院。
学校于1978年开始招收研究生，1981年获得硕士学位授权资格，现有全日制在校生14765人。其中，本科生10535人、专科生2718人、研究生1370人、留学生72人，民族预科生70人，本科各专业面向国内28个省、市、自治区招生。

## 知名校友
- 苏荣扎布：共和国首届“国医大师”。[2]